# Chiesa di Sant'Antonio di Padova (Baselga di Piné)
La chiesa di Sant'Antonio di Padova (anche chiesa di Sant'Antonio da Padova Sacerdote e Dottore) è una chiesa sussidiaria a Rizzolaga, frazione di Baselga di Piné, in Trentino. Risale al XVIII secolo.

## Storia

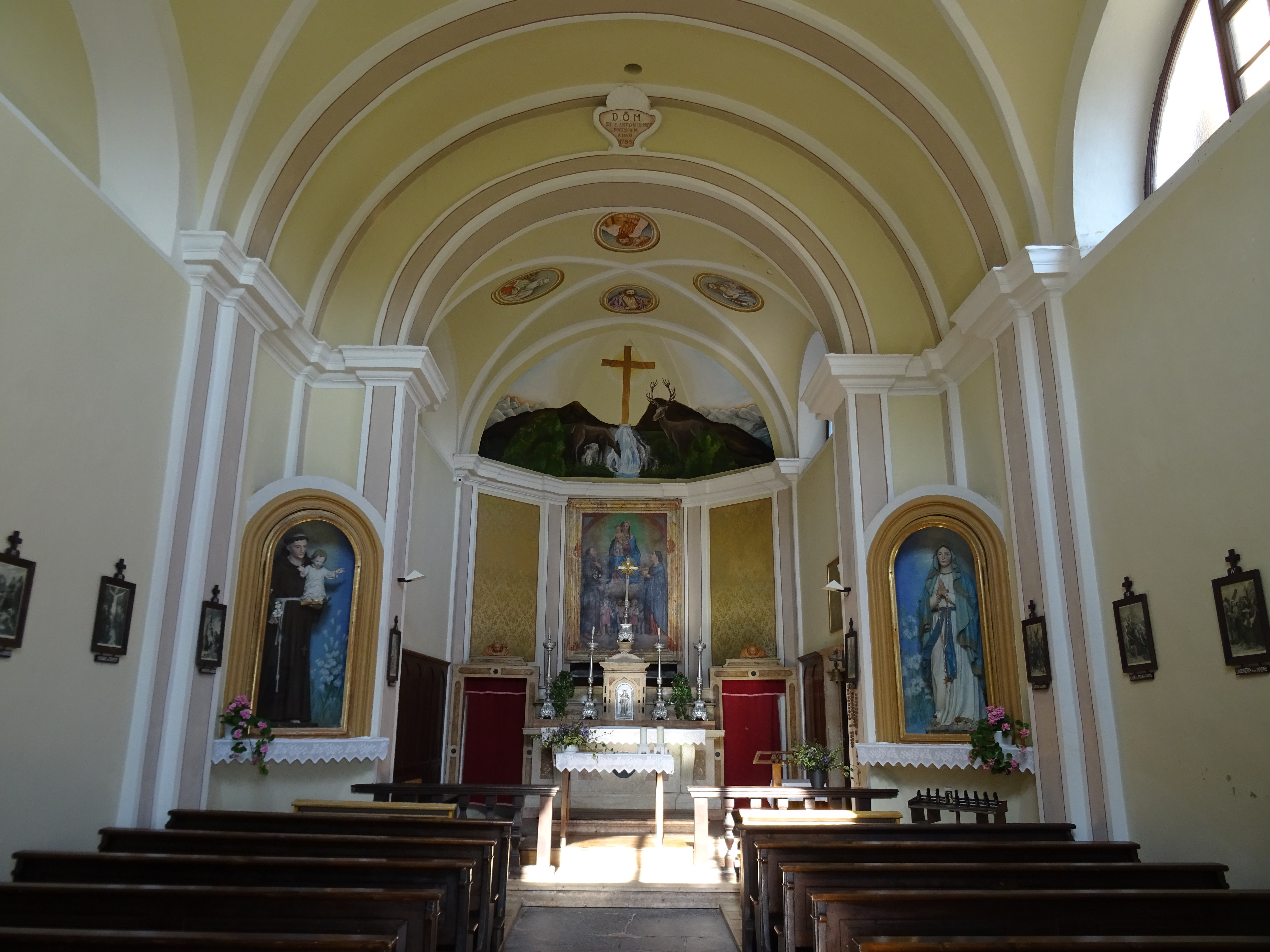
Interno

A Rizzolaga di Baselga di Piné la prima chiesa dedicata a sant'Antonio di Padova venne eretta tra il 1780  e il 1785. 
Nel 1785 il nuovo edificio di culto venne benedetto.
Per l'erezione della torre campanaria si dovette attendere l'inizio del XX secolo e, nel 1919, subito dopo la fine del primo conflitto mondiale, la chiesa venne elevata a dignità curiaziale, sussidiaria alla pieve di Baselga di Piné.
Ebbe dignità parrocchiale dal 1954.
La chiesa è stata interessata da un breve ciclo di restauri conservativi tra 1987 e 1988. In tale occasione si sono decorate le zone del presbiterio e dell'abside.